# ヴィランズ (映画)
『ヴィランズ』（Villains）は2019年のアメリカ合衆国のホラー・コメディ映画。監督はダン・バークとロバート・オルセン、出演はビル・スカルスガルドとマイカ・モンローなど。忍び込んだ家の夫婦がサイコパスだと知った逃亡中の強盗カップルを描いている。
本作は日本国内で劇場公開されなかったが、2020年4月29日にデジタル配信された。

## ストーリー
ミッキーとジュールスのカップルは強盗を度々行っていた。そんなある日、2人は逃走中に自動車がガス欠になるという事態に見舞われた。2人は近くの家に自動車があることを確認し、それを盗み出そうとしたが、運悪くそこに暮らす夫婦（ジョージとグロリア）に見つかってしまった。しかも、その夫婦はある秘密を抱えており、それを隠すためなら殺人をも厭わない狂人だったのである。

## キャスト
- ミッキー: ビル・スカルスガルド
- ジュールス: マイカ・モンロー
- グロリア: キーラ・セジウィック
- ジョージ: ジェフリー・ドノヴァン
- スウィーティーパイ: ブレイク・バウムガルトナー - ジョージらに地下室に監禁されている少女。
- ニック: ノア・ロビンス（英語版）
- ウェルズ巡査: ダニー・ジョンソン

## 製作
本作の脚本は2016年のブラックリスト入りを果たしていた。2018年3月8日、ビル・スカルスガルドとマイカ・モンローが本作に出演するとの報道があった。21日、キーラ・セジウィックとジェフリー・ドノヴァンがキャスト入りした。同年の春、本作の主要撮影が行われた。2019年1月3日、アンドリュー・ヒューイットが本作で使用される楽曲を手掛けることになったと報じられた。

## 公開・マーケティング
2019年3月9日、本作はサウス・バイ・サウスウェストでプレミア上映された。4月18日、ガンパウダー&スカイが本作の全米配給権を獲得したと報じられた。8月22日、本作のオフィシャル・トレイラーが公開された。

## 作品の評価
本作は批評家から好意的に評価されている。映画批評集積サイトのRotten Tomatoesには65件のレビューがあり、批評家支持率は85%、平均点は10点満点で7.06点となっている。サイト側による批評家の見解の要約は「俳優4人の見事な演技のお陰で、『ヴィランズ』はホラー映画ファンに鋭いネタを盛り込んだダークなスリラー作品を提供できている。」となっている。また、Metacriticには13件のレビューがあり、加重平均値は63/100となっている。